# Lolland
Lolland é a quarta maior ilha da Dinamarca, com área de aproximadamente 1243 km².  Situada no mar Báltico, faz parte do distrito de Storstrøm. A maior cidade de Lolland é Nakskov, com 15 500 residentes. Outras cidades são Maribo, Sakskøbing (que foi a capital de Dinamarca durante dois anos no século XV), e Rødby. 
A ilha está localizada imediatamente à oeste da ilha de Falster e é cercada pelas águas dos estreitos de Langelandsbælt à oeste, Femern Bælt ao sul e Smålandsfarvandet ao norte.
Os governos da Dinamarca e da Alemanha têm um plano para ligar Lolland com a ilha alemã de Fehmarn através de um longo túnel, com 19 km, e com um investimento de 4800 milhões de euros, prevista para iniciar a construção em 2021. A ligação é conhecida como Ligação Fixa do Estreito Fehmarn.